# Prepona decellei
Prepona decellei är en fjärilsart som beskrevs av Le Moult 1932. Prepona decellei ingår i släktet Prepona och familjen praktfjärilar. Inga underarter finns listade i Catalogue of Life.